# 에르빈 슈타인하워
에르빈 슈타인하워(독일어: Erwin Steinhauer, 1951년 9월 19일~)는 오스트리아의 배우이다.

## 작품 목록

### 영화
- 땡큐 포 바밍 (2015년)
- 방문 (2010년)
- 폴 다이어리 (2010년)
- 스톰 (2009년)
- 노스페이스 (2008년) - 에밀 란다우에 역
- 글래디에이터 2: 전설의 검투사 (2003년)
- 미이라 - 잃어버린 성전 (2000년)